# NGC 5274
NGC 5274 (również PGC 48536) – galaktyka eliptyczna (E), znajdująca się w gwiazdozbiorze Psów Gończych. Odkrył ją Édouard Jean-Marie Stephan 25 maja 1881 roku.